# Symphlebia muscosa
Symphlebia muscosa är en fjärilsart som beskrevs av William Schaus 1910. Symphlebia muscosa ingår i släktet Symphlebia och familjen björnspinnare. Inga underarter finns listade i Catalogue of Life.